# Prairie Oyster
Prairie Oyster ist eine kanadische Western-Swing-Band aus dem Jahre 1974.

## Geschichte
Prairie Oyster wurde 1974 von Russel deCarle, Keith Glass und Dennis Delorme gegründet. Man blieb zunächst bis 1978 zusammen, hatte einige Live-Auftritte, produzierte aber keine Alben. Außerhalb ihrer Heimat Ontario blieb die Gruppe in den ersten Jahren nahezu unbekannt.
Im Jahr 1983 formierte sich Prairie Oyster neu. Hinzu kamen John P.Allen, Joan Besen und der Schlagzeuger Bruce Moffat, der später durch Charlie Cooley ersetzt wurde. Es dauerte dann noch einige Jahre, bis 1986 das erste Album Oyster Tracks aufgenommen wurde. 
Es folgten fünf weitere Platten, von denen einige in Kanada als Album of the Year ausgezeichnet wurden und die ersten vier Gold- bzw. Platinstatus erlangten. Die Mehrzahl der Songs wurde von den Bandmitgliedern selbst geschrieben, im Wesentlichen von Keith Glass, Russel deCarle und Joan Besen.
Im Jahr 2000 wurde das Best-of-Album String of Pearls veröffentlicht. Für die Zusammenstellung der Songs wurde eine Fan-Befragung durchgeführt, bei der jeder seine Favoriten benennen konnte. 
In den USA konnte Prairie Oyster nur wenige Erfolge verbuchen. Im Jahr 1990 schloss das Sextett einen Vertrag mit RCA und produzierte in Nashville das Album Different Kind of Fire. Die Singleauskopplung Goodbye, So Long, Hello wurde in Kanada als Country Single of the Year ausgezeichnet. Es gab auch einige Platzierungen im hinteren Bereich der US-amerikanischen C&W-Top-100.  

## Diskografie

### Alben
- 1986: Oyster Tracks
- 1990: Different Kind of Fire (CA: Gold)[1]
- 1991: Everybody Knows (CA: Platin)
- 1994: Only One Moon (CA: Platin)
- 1996: Blue Plate Special (CA: Gold)
- 1998: What is this Country?
- 2000: String of Pearls
- 2006: One Kiss